# Mark González
Mark Dennis González Hoffmann (Durban, 1984. július 10. –), legismertebb nevén Mark González, honosított spanyol, német származású chilei válogatott labdarúgó.

## Sikerei, díjai

### Klub
- Liverpool
  - Angol szuperkupa: 2006

- CSZKA Moszkva
  - Orosz bajnokság: 2012–13, 2013–14
  - Orosz kupa: 2010–11, 2012–13
  - Orosz szuperkupa: 2013

### Válogatott
- Chile
  - Copa América: 2016